# Balsam Lake
Balsam Lake é uma vila localizada no estado norte-americano de Wisconsin, no Condado de Polk.

## Demografia
Segundo o censo norte-americano de 2000, a sua população era de 950 habitantes.
Em 2006, foi estimada uma população de 1050, um aumento de 100 (10.5%).

## Geografia
De acordo com o United States Census Bureau tem uma área de
8,4 km², dos quais 5,2 km² cobertos por terra e 3,2 km² cobertos por água. Balsam Lake localiza-se a aproximadamente 332 m acima do nível do mar.

## Localidades na vizinhança
O diagrama seguinte representa as localidades num raio de 20 km ao redor de Balsam Lake.